# Colombiaans voetbalelftal in 1996
Het Colombiaans voetbalelftal speelde in totaal dertien officiële interlands in het jaar 1996, waaronder zeven duels in de kwalificatiereeks voor de WK-eindronde in Frankrijk. De nationale selectie stond voor het tweede jaar op rij onder leiding van bondscoach Hernán Darío Gómez, de opvolger van succescoach Francisco Maturana die opstapte na het WK 1994. De ploeg leed in 1996 slechts één nederlaag. Op de in 1993 geïntroduceerde FIFA-wereldranglijst steeg Colombia in 1996 van de 16de (januari 1996) naar de 4de plaats (december 1996).

## Balans
| Wedstrijden | Wedstrijden | Wedstrijden | Wedstrijden | Doelpunten | Doelpunten | Doelpunten | Punten |
| Gespeeld    | Winst       | Gelijk      | Verlies     | Voor       | Tegen      | Saldo      | Punten |
| ----------- | ----------- | ----------- | ----------- | ---------- | ---------- | ---------- | ------ |
| 13          | 10          | 2           | 1           | 27         | 11         | +16        | 1.692  |

## Interlands
|                                                    |                                         |       |                  |                                                                              |
| 6 maart Vriendschappelijk № 271 «onderlinge duels» | Colombia                                | 2 – 1 | Honduras         | Orange Bowl, Miami Toeschouwers: 12.000 Scheidsrechter: Raul Dominguez (USA) |
| 6 maart Vriendschappelijk № 271 «onderlinge duels» | Iván Valenciano 34' Iván Valenciano 81' |       | 13' Milton Nuñez | Orange Bowl, Miami Toeschouwers: 12.000 Scheidsrechter: Raul Dominguez (USA) |

|                                                     |                                                         |       |                    |                                                                                                  |
| 21 maart Vriendschappelijk № 272 «onderlinge duels» | Colombia                                                | 3 – 0 | Trinidad en Tobago | Estadio Guillermo Plazas Alcid, Neiva Toeschouwers: 10.000 Scheidsrechter: Rafael Sanabria (COL) |
| 21 maart Vriendschappelijk № 272 «onderlinge duels» | Luis Quiñónez 26' Adolfo Valencia 40' Luis Quiñónez 63' |       |                    | Estadio Guillermo Plazas Alcid, Neiva Toeschouwers: 10.000 Scheidsrechter: Rafael Sanabria (COL) |

|                                                     |                                                                                  |       |                   |                                                                                             |
| 28 maart Vriendschappelijk № 273 «onderlinge duels» | Colombia                                                                         | 4 – 1 | Bolivia           | Estadio Atanasio Girardot, Medellín Toeschouwers: 25.500 Scheidsrechter: Felipe Russi (COL) |
| 28 maart Vriendschappelijk № 273 «onderlinge duels» | Adolfo Valencia 11' Alexis Mendoza 32' Faustino Asprilla 37' Adolfo Valencia 38' |       | 10' Óscar Sánchez | Estadio Atanasio Girardot, Medellín Toeschouwers: 25.500 Scheidsrechter: Felipe Russi (COL) |

|                                                   |                       |       |          |                                                                                                 |
| 24 april WK-kwalificatie № 274 «onderlinge duels» | Colombia              | 1 – 0 | Paraguay | Estadio Metropolitano, Barranquilla Toeschouwers: 60.000 Scheidsrechter: Javier Castrilli (ARG) |
| 24 april WK-kwalificatie № 274 «onderlinge duels» | Faustino Asprilla 55' |       |          | Estadio Metropolitano, Barranquilla Toeschouwers: 60.000 Scheidsrechter: Javier Castrilli (ARG) |

|                                                   |                       |       |           |                                                                             |
| 29 mei Vriendschappelijk № 275 «onderlinge duels» | Colombia              | 1 – 0 | Schotland | Orange Bowl, Miami Toeschouwers: 8.500 Scheidsrechter: Raul Dominguez (USA) |
| 29 mei Vriendschappelijk № 275 «onderlinge duels» | Faustino Asprilla 82' |       |           | Orange Bowl, Miami Toeschouwers: 8.500 Scheidsrechter: Raul Dominguez (USA) |

|                                                 |                  |       |                        |                                                                                 |
| 2 juni WK-kwalificatie № 276 «onderlinge duels» | Peru             | 1 – 1 | Colombia               | Estadio Nacional, Lima Toeschouwers: 43.345 Scheidsrechter: Alfredo Rodas (ECU) |
| 2 juni WK-kwalificatie № 276 «onderlinge duels» | Juan Reynoso 47' |       | 60' Víctor Aristizábal | Estadio Nacional, Lima Toeschouwers: 43.345 Scheidsrechter: Alfredo Rodas (ECU) |

|                                                 |                                                                |       |                    |                                                                                               |
| 7 juli WK-kwalificatie № 277 «onderlinge duels» | Colombia                                                       | 3 – 1 | Uruguay            | Estadio Metropolitano, Barranquilla Toeschouwers: 36.169 Scheidsrechter: Roberto Ruscio (ARG) |
| 7 juli WK-kwalificatie № 277 «onderlinge duels» | Faustino Asprilla 7' Carlos Valderrama 20' Antony de Ávila 78' |       | 57' Gabriel Cedrés | Estadio Metropolitano, Barranquilla Toeschouwers: 36.169 Scheidsrechter: Roberto Ruscio (ARG) |

|                                                      |                                                                                     |       |                   |                                                                                                |
| 1 september WK-kwalificatie № 278 «onderlinge duels» | Colombia                                                                            | 4 – 1 | Chili             | Estadio Metropolitano, Barranquilla Toeschouwers: 34.000 Scheidsrechter: Sidrack Marinho (BRA) |
| 1 september WK-kwalificatie № 278 «onderlinge duels» | Faustino Asprilla 3' Faustino Asprilla 31' Jorge Bermúdez 43' Faustino Asprilla 47' |       | 56' Iván Zamorano | Estadio Metropolitano, Barranquilla Toeschouwers: 34.000 Scheidsrechter: Sidrack Marinho (BRA) |

|                                                    |         |                       |          |                                                                                               |
| 9 oktober WK-kwalificatie № 279 «onderlinge duels» | Ecuador | 0 – 1                 | Colombia | Estadio Olímpico Atahualpa, Quito Toeschouwers: 45.000 Scheidsrechter: Horacio Elizondo (ARG) |
| 9 oktober WK-kwalificatie № 279 «onderlinge duels» |         | 72' Faustino Asprilla |          | Estadio Olímpico Atahualpa, Quito Toeschouwers: 45.000 Scheidsrechter: Horacio Elizondo (ARG) |

|                                                       |                                             |       |                    |                                                                                       |
| 1 november Vriendschappelijk № 280 «onderlinge duels» | Colombia                                    | 2 – 1 | Honduras           | Shea Stadium, New York Toeschouwers: 31.110 Scheidsrechter: Esfandiar Baharmast (USA) |
| 1 november Vriendschappelijk № 280 «onderlinge duels» | John Mario Ramírez 41' Juan Pablo Ángel 68' |       | 73' Enrique Reneau | Shea Stadium, New York Toeschouwers: 31.110 Scheidsrechter: Esfandiar Baharmast (USA) |

|                                                      |                                          |       |                                             |                                                                                      |
| 10 november WK-kwalificatie № 281 «onderlinge duels» | Bolivia                                  | 2 – 2 | Colombia                                    | Estadio Hernándo Siles, La Paz Toeschouwers: 43.173 Scheidsrechter: José Arana (PER) |
| 10 november WK-kwalificatie № 281 «onderlinge duels» | Marco Antonio Sandy 16' Jaime Moreno 44' |       | 39' (pen.) Mauricio Serna 54' Freddy Rincón | Estadio Hernándo Siles, La Paz Toeschouwers: 43.173 Scheidsrechter: José Arana (PER) |

|                                                        |                                                                         |       |                |                                                                                       |
| 23 november Vriendschappelijk № 282 «onderlinge duels» | Zuid-Korea                                                              | 4 – 1 | Colombia       | Suwon Civic Stadium, Suwon Toeschouwers: 8.275 Scheidsrechter: Mohamed Abdullah (MAS) |
| 23 november Vriendschappelijk № 282 «onderlinge duels» | Hwang Seon-Hong 51' Hwang Seon-Hong 62' Kim Do-Hoon 75' Park Tae-Ha 87' |       | 70' Juan Villa | Suwon Civic Stadium, Suwon Toeschouwers: 8.275 Scheidsrechter: Mohamed Abdullah (MAS) |

|                                                      |           |                                       |          |                                                                                               |
| 15 december WK-kwalificatie № 283 «onderlinge duels» | Venezuela | 0 – 2                                 | Colombia | Estadio Pueblo Nuevo, San Cristobál Toeschouwers: 25.000 Scheidsrechter: Eduardo Gamboa (CHI) |
| 15 december WK-kwalificatie № 283 «onderlinge duels» |           | 7' Jorge Bermúdez 50' Iván Valenciano |          | Estadio Pueblo Nuevo, San Cristobál Toeschouwers: 25.000 Scheidsrechter: Eduardo Gamboa (CHI) |

## Statistieken
| Faryd Mondragón       | 1971-06-21 | CA Independiente       | 9  | 1 | 0 | 13 | 0  |
| René Higuita          | 1966-08-28 | Atlético Nacional      | 2  | 0 | 0 | 63 | 3  |
| David Aguirre         |            | Atlético Nacional      | 1  | 0 | 0 | 1  | 0  |
| Miguel Ángel Calero   | 1971-04-14 | Deportivo Cali         | 1  | 0 | 0 | 5  | 0  |
| Verdediging           |            |                        |    |   |   |    |    |
| Jorge Bermúdez        | 1971-06-18 | Benfica                | 9  | 0 | 2 | 23 | 3  |
| Alexis Mendoza        | 1961-11-08 | CD Veracruz            | 9  | 0 | 1 | 62 | 3  |
| Luis Antonio Moreno   | 1970-12-25 | Deportes Tolima        | 6  | 2 | 0 | 10 | 0  |
| Wilmer Cabrera        | 1967-09-15 | América de Cali        | 5  | 0 | 0 | 28 | 1  |
| Osman López           | 1970-07-30 | Millonarios            | 4  | 1 | 0 | 5  | 0  |
| Hugo Galeano          | 1964-08-26 | Atlético Junior        | 4  | 0 | 0 | 5  | 0  |
| Néstor Ortíz          | 1968-09-20 | Once Caldas            | 4  | 0 | 0 | 8  | 0  |
| Geovanis Cassiani     | 1970-01-10 | América de Cali        | 3  | 0 | 0 | 6  | 0  |
| Wilson Pérez          | 1967-08-09 | Deportivo Unicosta     | 3  | 0 | 0 | 52 | 3  |
| Luis Fernando Herrera | 1962-06-12 | Atlético Nacional      | 1  | 1 | 0 | 61 | 1  |
| Diego Alzate          | 1974-06-21 | Atlético Nacional      | 1  | 0 | 0 | 1  | 0  |
| José Fernando Santa   | 1970-09-12 | Atlético Nacional      | 1  | 0 | 0 | 12 | 0  |
| Jesús Sinisterra      | 1975-12-09 | América de Cali        | 1  | 0 | 0 | 1  | 0  |
| Rafael Vasquez        |            | Atlético Nacional      | 1  | 0 | 0 | 1  | 0  |
| Francisco Mosquera    | 1973-11-05 | Atlético Nacional      | 0  | 1 | 0 | 1  | 0  |
| Manuel Valencia       |            | Deportivo Cali         | 0  | 1 | 0 | 1  | 0  |
| Middenveld            |            |                        |    |   |   |    |    |
| Carlos Valderrama     | 1961-09-02 | Tampa Bay Mutiny       | 10 | 1 | 1 | 91 | 7  |
| Mauricio Serna        | 1968-01-22 | Atlético Nacional      | 8  | 3 | 1 | 26 | 1  |
| Leonel Álvarez        | 1965-07-29 | CD Veracruz            | 7  | 1 | 0 | 95 | 1  |
| Freddy Rincón         | 1966-08-14 | SE Palmeiras           | 7  | 0 | 1 | 64 | 16 |
| Andrés Estrada        | 1967-11-12 | Deportivo Cali         | 5  | 2 | 0 | 7  | 0  |
| Luis Quiñónez         | 1968-10-05 | Once Caldas            | 3  | 2 | 2 | 16 | 3  |
| Harold Lozano         | 1972-03-30 | Real Valladolid        | 3  | 1 | 0 | 25 | 3  |
| Edison Mafla          | 1971-08-14 | Deportivo Cali         | 3  | 0 | 0 | 3  | 0  |
| John Mario Ramírez    | 1971-12-03 | Millonarios            | 2  | 1 | 1 | 3  | 1  |
| Óscar Pareja          | 1968-08-10 | Deportivo Cali         | 2  | 0 | 0 | 8  | 1  |
| Alex Orrego           | 1970-08-23 | Independiente Medellín | 1  | 0 | 0 | 1  | 0  |
| Ancisar Valencia      | 1973-11-13 | Once Caldas            | 1  | 0 | 0 | 1  | 0  |
| Rubén Velázquez       | 1975-12-18 | Atlético Nacional      | 1  | 0 | 0 | 1  | 0  |
| Juan Guillermo Villa  |            | Atlético Nacional      | 0  | 1 | 1 | 1  | 1  |
| Jorge Bolaño          | 1977-04-28 | Atlético Junior        | 0  | 1 | 0 | 2  | 0  |
| Nelson Hurtado        | 1967-06-01 | Deportivo Cali         | 0  | 1 | 0 | 1  | 0  |
| Aanval                |            |                        |    |   |   |    |    |
| Faustino Asprilla     | 1969-11-10 | Newcastle United       | 7  | 1 | 8 | 31 | 13 |
| Adolfo Valencia       | 1968-02-06 | Independiente Santa Fe | 5  | 1 | 3 | 29 | 14 |
| Victor Aristizábal    | 1971-12-09 | São Paulo FC           | 4  | 3 | 1 | 31 | 5  |
| Iván Valenciano       | 1972-03-18 | CD Veracruz            | 4  | 0 | 3 | 23 | 9  |
| Antony de Ávila       | 1962-12-21 | New York MetroStars    | 3  | 3 | 1 | 41 | 11 |
| Walter Escobar        | 1966-09-26 | Deportivo Cali         | 1  | 0 | 0 | 1  | 0  |
| Hugo Gallo            | 1974-03-03 | Independiente Medellín | 1  | 0 | 0 | 1  | 0  |
| Juan Pablo Ángel      | 1975-10-24 | Atlético Nacional      | 0  | 2 | 1 | 2  | 1  |
| Rubén Darío Hernández | 1965-02-19 | New York MetroStars    | 0  | 1 | 0 | 16 | 1  |
| Gustavo Restrepo      | 1969-09-24 | Atlético Nacional      | 0  | 1 | 0 | 5  | 0  |
| Hamilton Ricard       | 1974-01-12 | Deportivo Cali         | 0  | 1 | 0 | 4  | 1  |

Colfútbol · A-internationals · Selecties · Statistieken · Bondscoaches · Colombiaans vrouwenelftal · Olympisch elftal · Colombia U20 · Colombia U17
1938 – 1949 ·
1950 – 1959 ·
1960 – 1969 ·
1970 – 1979 ·
1980 – 1989 ·
1990 – 1999 ·
2000 – 2009 ·
2010 – 2019 ·
2020 – 2029
WK 1962 · 
WK 1990 · 
WK 1994 · 
WK 1998 · 
WK 2014 · 
WK 2018
OS 1968 · 
OS 1972 · 
OS 1980 · 
OS 1992 · 
OS 2016
1938 · 
1939 · 1940 · 1941 · 1942 · 1943 · 1944 · 
1946 · 
1947 · 
1948 · 
1949 · 
1950 · 1951 · 1952 · 1953 · 1954 · 1955 · 1956 · 
1957 · 
1958 · 1959 · 1960 · 
1961 · 
1962 · 
1963 · 
1964 · 
1965 · 
1966 · 
1967 · 
1968 · 
1969 · 
1970 · 
1971 · 
1972 · 
1973 · 
1974 · 
1975 · 
1976 · 
1977 · 
1978 · 
1979 · 
1980 · 
1981 · 
1982 · 
1983 · 
1984 · 
1985 · 
1986 · 
1987 · 
1988 · 
1989 · 
1990 ·
1991 · 
1992 · 
1993 · 
1994 · 
1995 · 
1996 · 
1997 · 
1998 · 
1999 · 
2000 · 
2001 · 
2002 · 
2003 · 
2004 · 
2005 · 
2006 · 
2007 · 
2008 · 
2009 · 
2010 · 
2011 · 
2012 · 
2013 · 
2014 · 
2015 · 
2016 · 
2017 ·
2018 ·
2019 ·
2020 ·
2021
Algerije ·
Argentinië ·
Australië ·
Bahrein ·
België ·
Bolivia · 
Brazilië ·
Canada ·
Chili ·
China · 
Costa Rica ·
Cuba ·
DDR ·
Duitsland ·
Ecuador ·
Egypte ·
El Salvador ·
Engeland ·
Finland ·
Frankrijk ·
Griekenland ·
Guatemala · 
Haïti ·
Honduras ·
Hongarije ·
Hongkong ·
Ierland ·
Irak ·
Israël ·
Ivoorkust ·
Jamaica ·
Japan ·
Joegoslavië ·
Jordanië ·
Kameroen ·
Koeweit · 
Liberia · 
Marokko ·
Mexico ·
Montenegro ·
Nederland ·
Nederlandse Antillen ·
Nicaragua ·
Nieuw-Zeeland · 
Nigeria ·
Noord-Ierland ·
Noorwegen ·
Panama ·
Paraguay ·
Peru ·
Polen ·
Puerto Rico ·
Qatar ·
Roemenië ·
Saoedi-Arabië ·
Schotland ·
Senegal ·
Servië ·
Slovenië ·
Slowakije ·
Sovjet-Unie ·
Spanje ·
Trinidad en Tobago ·
Tsjecho-Slowakije ·
Tunesië · 
Turkije · 
Uruguay ·
Venezuela ·
Verenigde Arabische Emiraten · 
Verenigde Staten ·
Zuid-Afrika ·
Zuid-Korea ·
Zweden ·
Zwitserland
Brazilië (2014) ·
Engeland (2018) ·
Griekenland (2014) ·
Ivoorkust (2014) ·
Japan (2014) ·
Japan (2018) ·
Polen (2018) ·
Senegal (2018) ·
Uruguay (2014)